# Вайль, Эккехард
Эккехард Вайль (нем. Ekkehard Weil; 1949, Западный Берлин) — немецкий неонацист и ультраправый террорист. Неоднократно осуждён за террористические атаки, в том числе за попытку убийства советского солдата у Мемориала павшим советским воинам в Тиргартене. Активист германского и западноевропейского неонацистского подполья.

## Подростковые годы
Родился в неблагополучной семье, отца и сестру практически не знал, часто конфликтовал с матерью с отчимом, к брату относился с презрением. Добровольно поступил на службу в бундесвер, но был отчислен как «психологически не подходящий». Окончил курсы военного медперсонала. Работал медбратом в больнице.
С 16-летнего возраста Эккехард Вайль примыкал к ультраправым молодёжным организациям. Придерживался неонацистских взглядов, что являлось одной из причин конфликтов в семье. Тайно приобрёл малокалиберную винтовку.

## Стрельба и поджог
7 ноября 1970 года Эккехард Вайль дважды выстрелил в советского солдата Ивана Щербака, охранявшего Мемориал павшим советским воинам в Тиргартене. Щербак получил серьёзные ранения. Уходя с места преступления, Вайль оставил листовку, в которой ответственность за теракт брал на себя Европейский фронт освобождения — западногерманская неонацистская группировка, к тому времени ликвидированная правоохранительными органами. В листовке содержался также призыв к борьбе с «красной коррупцией» (имелась в виду социал-демократическая администрация Клауса Шюца) и большевизмом.
Менее чем через двое суток Эккехард Вайль был арестован и предстал перед военным судом британской зоны Западного Берлина. Правящий бургомистр Шюц направил солдату Щербаку личные пожелания скорейшего выздоровления. Мать Эккехарда Вайля извинялась за действия своего сына в письме матери Ивана Щербака.
На суде Вайль вёл себя вызывающе, заявлял протест против Московского договора ФРГ и СССР, называл свою стрельбу «защитой Берлина от Советов», высказывал симпатии к Гитлеру. Был признан виновным и приговорён к 6 годам заключения. Освободился летом 1976 года, несколько раньше срока.
В 1977 году Эккехард Вайль совершил поджог офиса Социалистической единой партии Западного Берлина. После этого, по некоторым данным, с двумя другими боевиками пытался перебраться в Ливан, однако был арестован в Югославии. За поджог суд приговорил Вайля к 3 годам заключения. После оглашения приговора Вайль атаковал находившегося в зале суда журналиста и сломал ему нос. За это срок заключения увеличился на полгода.

## Теракты и арест в Австрии
В октябре 1979 года Эккехард Вайль «был отпущен сердобольными тюремщиками „под честное слово“ и, разумеется, в камеру не вернулся». Перебрался из ФРГ в Австрию, где жил на нелегальном положении под покровительством южнотирольского сепаратиста и ультраправого террориста, основателя австрийской НДП Норберта Бургера. 
В свой австрийский период Вайль совершил ряд нападений на еврейские коммерческие офисы и частные квартиры. Но наибольший резонанс произвёл имел взрыв в доме Симона Визенталя. В итоге Вайль попал в поле зрения полиции. Угроза преследования возникла и для Бургера. Оценив ситуацию, Бургер пошёл на сотрудничество с полицией и способствовал аресту Вайля в августе 1982 года.
Австрийский суд приговорил Вайля к 5 годам заключения. После отбытия срока в 1987 году он был депортирован в ФРГ.

## Экстремист в ФРГ
Жил в Берлине под вымышленным именем Ханс Вебер. В начале 1990-х, уже в объединённой Германии, Эккехард Вайль примкнул к неонацистской военизированной организации Национальная альтернатива, затем к группировке Друзья германской свободы. В 1994 году привлекался к судебной ответственности за подстрекательские выступления.
В 1995 году квартира Эккехарда Вайля была обыскана полицией, обнаружившей ручные гранаты, детонаторы, пистолет и правоэкстремистскую литературу. Вайль скрылся от правосудия и был заочно приговорён к 2,5 годам заключения. Подозревался в причастности к неонацистским терактам — взрывам на мемориалах декабря 1998 и марта 1999.
Последний по времени арест Эккехарда Вайля состоялся в Бохуме в октябре 2000 года. Федеральная служба защиты конституции Германии причисляет Эккехарда Вайля к убеждённым и особо опасным правым экстремистам.